# Abudefduf hoefleri
Abudefduf hoefleri là một loài cá biển thuộc chi Abudefduf trong họ Cá thia. Loài này được mô tả lần đầu tiên vào năm 1881.

## Từ nguyên
Từ định danh trong danh pháp được đặt theo tên của W. Höfler, bạn thân của Franz Steindachner, là người đã thu thập mẫu định danh của loài cá này.

## Phạm vi phân bố và môi trường sống
A. hoefleri có phạm vi phân bố ở Đông Đại Tây Dương. Loài này xuất hiện dọc theo bờ biển Tây Phi, từ Sénégal trải dài đến Benin, bao gồm hai đảo quốc Cabo Verde và São Tomé và Príncipe.
A. hoefleri sống gần những rạn san hô và đá ngầm ở độ sâu đến ít nhất là 20 m.
A. hoefleri lần đầu được phát hiện ở Malta (đảo quốc ở Trung Địa Trung Hải), được nghĩ là theo các tàu thuyền qua eo biển Gibraltar mà đến được đây.

## Mô tả
A. hoefleri có chiều dài cơ thể tối đa được ghi nhận là 22,5 cm. Loài này có màu xanh lam thẫm với khoảng 4 dải sọc mờ ở hai bên thân hơn (có thể hiện rõ ở những mẫu vật mới chết).
Mặc dù kiểu hình của A. hoefleri khá giống với Abudefduf saxatilis đực thời kỳ sinh sản, nhưng bằng chứng phân tử sinh học cho thấy chúng là những loài riêng biệt.
Số gai ở vây lưng: 13; Số tia vây ở vây lưng: 13–14; Số gai ở vây hậu môn: 2; Số tia vây ở vây hậu môn: 13; Số tia vây ở vây ngực: 19–20.

## Sinh thái học
Thức ăn của A. hoefleri có lẽ là các loài giáp xác nhỏ và tảo. Cá đực có tập tính bảo vệ và chăm sóc trứng. Loài này chủ yếu được khai thác trong nghề đánh bắt thủ công và được bán trong các chợ cá.